# Cryptocarya cunninghamii
Cryptocarya cunninghamii är en lagerväxtart som beskrevs av Carl Daniel Friedrich Meisner. Cryptocarya cunninghamii ingår i släktet Cryptocarya och familjen lagerväxter. Inga underarter finns listade i Catalogue of Life.